# پرویز ضیاءشهابی
پرویز ضیاءشهابی (متولد ۱۳۲۲ در بافت کرمان) پژوهشگر فلسفه و استاد دانشگاه آزاد اسلامی واحد علوم و تحقیقات تهران است.
او از سال ۱۳۵۲ تا ۱۳۸۲ عضو هیئت علمی دانشگاه فردوسی مشهد بوده‌است.
ضیاءشهابی که از مترجمان برجسته آثار هایدگر به شمار می‌آید، سردبیر نشریه علمی-پژوهشی برهان و عرفان است.